# The Mugwumps
The Mugwumps fue una banda de rock norteamericana fundada en los años 60 que contó entre sus miembros con artistas que más tarde formaron parte de bandas como The Mamas & the Papas y The Lovin' Spoonful. Publicaron una álbum homónimo en 1967 y dos sencillos.

## Historia
El origen del nombre de la banda no está claro. Unas fuentes dicen que fue tomado de la novela El almuerzo desnudo de William S. Burroughs. En la reedición de su álbum en 2007, Jim Hendricks afirmaba que el nombre vino del productor Erik Jacobsen, mientras que Denny Doherty asegura que viene de su abuela. 
La banda se dedicó principalmente a realizar actuaciones tocando versiones de otros artistas junto con algún material propio. Su único álbum fue publicado tras su separación.
Cass Elliot y Denny Doherty formaron The Mamas & the Papas, donde recrearon la historia de The Mugwumps en la canción "Creeque Alley". Por otra parte John Sebastian y Zal Yanovsky formaron la exitosa banda The Lovin' Spoonful. Jim Hendricks formó The Lamp of Childhood, con quienes grabó tres sencillos para Dunhill Records.
Jim Hendricks tuvo algunos éxitos como intérprete y compositor. Escribió el exitoso tema  "Summer Rain" para Johnny Rivers y la canción "Long Lonesome Highway" para la serie de televisión Then Came Bronson.

## Discografía

### Álbumes
- The Mugwumps (Warner Bros. 1967)

1. Searchin'
2. I Don't Wanna Know
3. I'll Remember Tonight
4. Here It Is Another Day
5. Do You Know What I Mean

1. You Can't Judge a Book By the Cover
2. Everybody's Been Talkin'
3. Do What They Don't Say
4. So Fine

John Sebastian no llegó a participar en la grabación de este álbum, grabado en agosto de 1964.  Producido por Roy Silver y Bob Cavallo. 

### Sencillos
- I Don't Wanna Know b/w I'll Remember Tonight (1964 Warner Bros. 5471)
- Searchin' b/w Here It Is Another Day (1967 Warner Bros. 7018)